# AGOVV 아펠도른

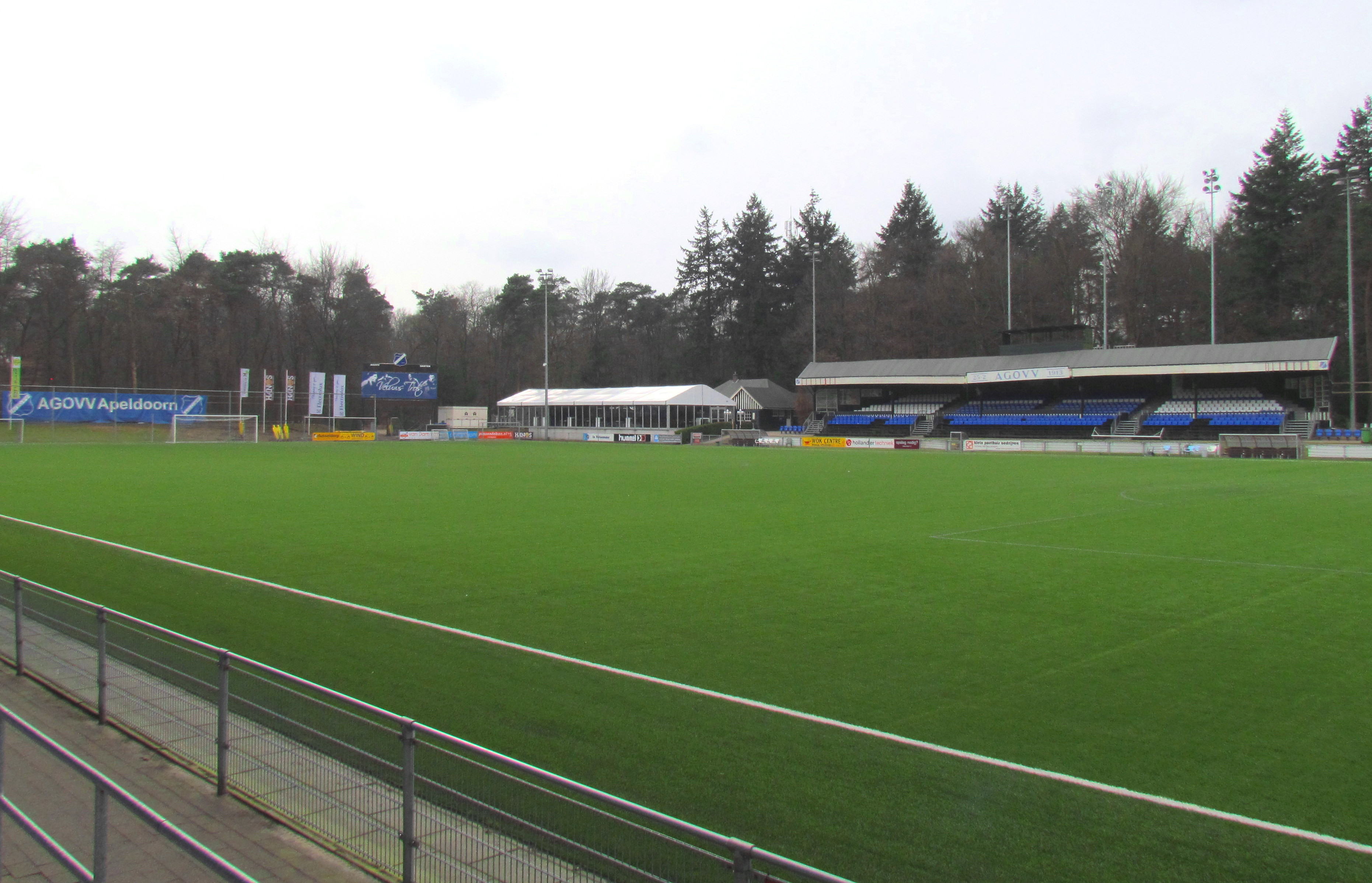

AGOVV 아펠도른(AGOVV Apeldoorn)은 1913년 2월 25일에 창단된 네덜란드 아펠도른의 축구 클럽이었다.
2012-13 에이르스터 디비시에서 활동하였다.
2013년 파산하면서, 팀은 분해되고, 당시 선수들은 모두 자유계약 선수로 풀려나게 되면서, 역사속으로 사라지게 된다.
다만, AGOVV 아마추어팀은 지금도 네덜란드 아마추어리그에서 활동 중이다.

## 성적
- KNVB 컵 준우승

우승 (1): 1938

## 역대 감독
| 감독          | 임기        |
| ------------- | ----------- |
| 페터르 보스   | 2000 ~ 2002 |
| 스탄러이 멘조 | 2002 ~ 2003 |
| 스탄러이 멘조 | 2005 ~ 2006 |

## 같이 보기
- 에이르스터 디비시